# Holiday (film, 1930)

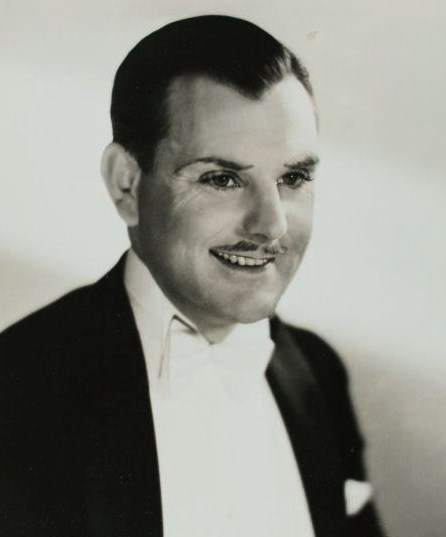
Photographie promotionnelle du film Holiday (1930)

Cet article concerne le film d'Edward H. Griffith. Pour le remake de 1938 par George Cukor, voir Vacances (film, 1938). Pour le film de Guillaume Nicloux, voir Holiday (film, 2010). Pour les autres significations, voir Holiday.
Holiday est un film américain réalisé par Edward H. Griffith, sorti en 1930.

## Synopsis
Insouciant et spirituel, Johnny Case est issu d'un milieu modeste. Lors d'un séjour à Lake Placid, il a fait la connaissance d'une jeune skieuse, Julia Seton, fille d'un richissime banquier. Épris l'un de l'autre, tous deux décident de se fiancer en dépit des réserves du futur beau-père qui déplore l'objectif principal de Johnny : profiter de la vie pendant qu'il est jeune, et prendre sa retraite le plus tôt possible. Mais Julia, tout aussi matérialiste que son père, se rend compte qu'elle ne parviendra pas à changer son fiancé, et renonce à l'épouser. Johnny découvre alors que la sœur de sa fiancée partage son goût de la liberté et sa conception de l’existence…

## Fiche technique
- Titre : Holiday
- Réalisation : Edward H. Griffith
- Scénario : Horace Jackson d'après la pièce de Philip Barry
- Production : E.B. Derr
- Société de production : Pathé Exchange
- Musique : Josiah Zuro
- Photographie : Norbert Brodine
- Directeur artistique : Carroll Clark
- Montage : Daniel Mandell
- Pays d'origine : États-Unis
- Format : Noir et blanc - Mono
- Genre : Comédie dramatique
- Date de sortie : 
  - États-Unis 3 juillet 1930

## Distribution
- Ann Harding : Linda Seton
- Mary Astor : Julia Seton
- Edward Everett Horton : Nick Potter
- Robert Ames : Johnny Case
- Hedda Hopper : Susan Potter
- William Holden : Edward Seton
- Monroe Owsley : Ned Seton
- Creighton Hale : Pete Hedges
- Mary Forbes : Mme Pritchard Ames
- Hallam Cooley : Seton Cram

## Récompense
- National Board of Review: Top Ten Films 1930